# Anwar ul Haq Kakar
Anwar ul Haq Kakar (urdu انوار الحق کاکڑ, paszto انوار الحق کاکړ‎; ur. 15 maja 1971 w Muslim Bagh) – pakistański polityk, premier od 14 sierpnia 2023 do 4 marca 2024, a wcześniej senator i rzecznik rządu prowincji Beludżystan.

## Życiorys

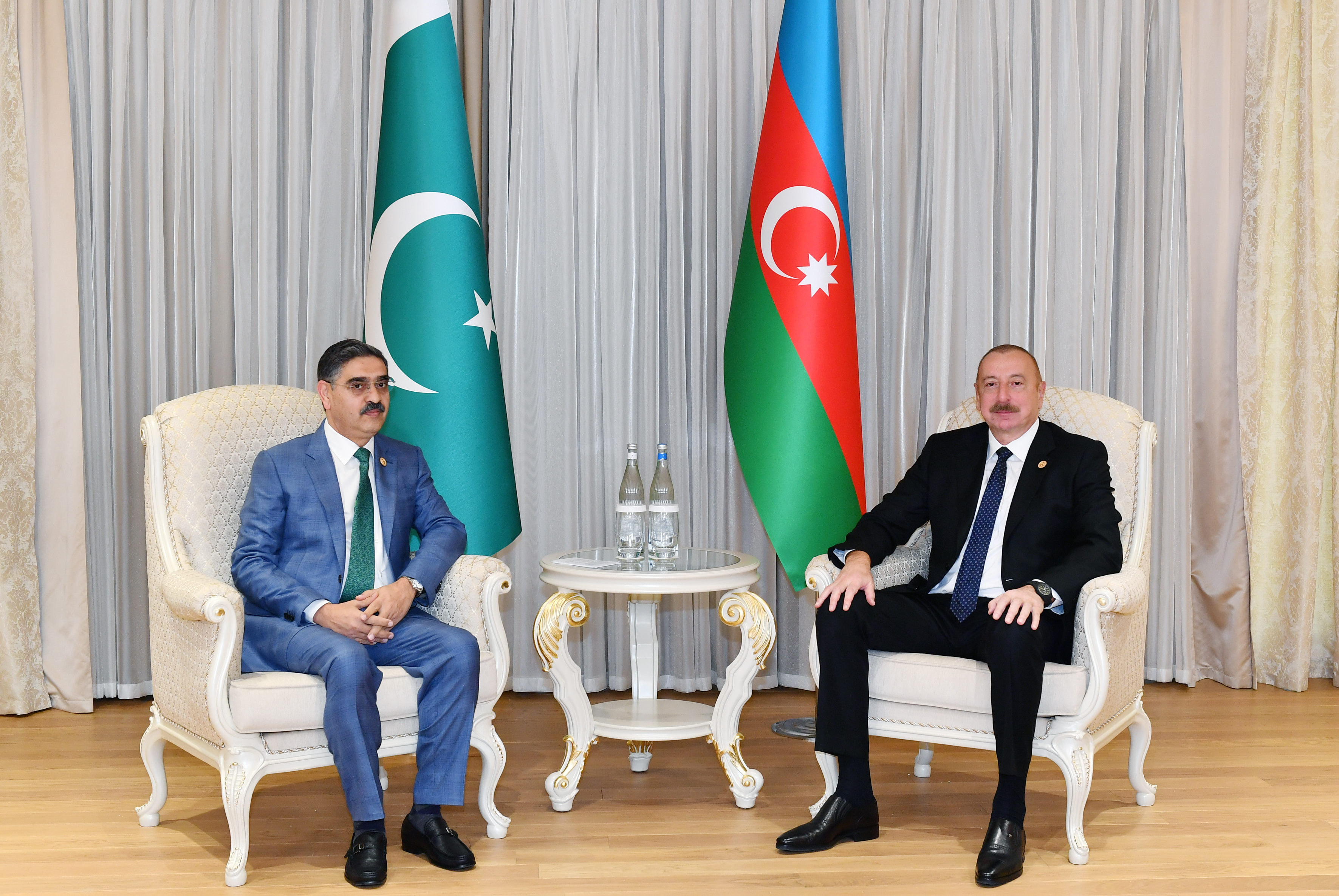
Anwar ul Haq Kakar i prezydent Azerbejdżanu İlham Əliyev, 2023

Urodził się 15 maja 1971 w miasteczku Muslim Bagh w dystrykcie Killa Saifullah prowincji Beludżystan, w pasztuńskiej rodzinie z klasy średniej; jego ojciec, Ihtishamul Haq Kakar i dziadek, Noor Muhammad Kakar, sprawowali szereg funkcji w księstwie Kalatu. Ukończył St. Francis School w Kwecie, a następnie podjął naukę w Cadet College w Kohacie, którą porzucił po śmierci ojca. W latach 90. ukończył politologię i socjologię na Uniwersytecie Beludżystanu. W okresie studiów był działaczem Pakistańskiej Federacji Studentów. Następnie podjął studia prawnicze na Birkbeck College, jednak ich nie ukończył.
Pracę zawodową rozpoczął jako nauczyciel w rodzinnym miasteczku. W 2008 bez powodzenia startował w wyborach do Zgromadzenia Narodowego jako kandydat Pakistańskiej Ligi Muzułmańskiej (Q). Później wstąpił do Pakistańskiej Ligi Muzułmańskiej (N), w latach 2015–2018 był rzecznikiem rządu Beludżystanu. W 2018 opuścił PML (N) i wstąpił do nowej partii, Partii Awami Beludżystanu, zostając jej rzecznikiem. W tym samym roku uzyskał mandat senatorski w Beludżystanie.
Po rozwiązaniu Zgromadzenia Narodowego w sierpniu 2023, 14 sierpnia objął funkcję premiera rządu technicznego przed wyborami parlamentarnymi, zastępując Shehbaza Sharifa. Po wyborach w lutym 2024, 3 marca nowo wybrany parlament na urząd premiera powtórnie obrał Sharifa, który rozpoczął urzędowanie następnego dnia.
Poza ojczystym paszto, Anwar ul Haq Kakar włada językami angielskim, perskim, urdu, beludżi i brahui.